# Halt w niebezpieczeństwie
Halt w niebezpieczeństwie (ang. Halt's Peril) – dziewiąta książka z cyklu powieści fantasy Zwiadowcy, autorstwa australijskiego pisarza Johna Flanagana.

## Opis fabuły
Halt, Will i Horace śledzą drogę Tennysona do Picty. Muszą zatrzymać proroka Odszczepieńców i pozostałych wyznawców kultu, zanim ci przekroczą granicę Araluenu. Jednakże po drodze Will i Halt zostają zaskoczeni przez genoweńskich najemników – zabójców wynajętych przez Tennysona. Trafiony zatrutą strzałą Halt pilnie potrzebuje antidotum, które może uratować mu życie. Czas nie jest po stronie Willa, kiedy podróżuje on dzień i noc przez trudne tereny w kierunku lasu Grimsdell w poszukiwaniu jedynej osoby ze zdolnościami potrzebnymi do uleczenia Halta: Malcolma (Czarnoksiężnika Malkallama).